# Florestan
Florestan ist ein männlicher Vorname.

## Namensträger
- Florestan (Monaco) (1785–1856), von 1841 bis 1856 regierender Fürst von Monaco
- Florestan Fernandes (1920–1995), brasilianischer Soziologe und Politiker
- Florestan Goedings (* 1981), deutscher Rechtsanwalt

### Florestano
- Florestano Di Fausto (1890–1965), italienischer Architekt und Politiker
- Florestano Pepe (1778–1851), neapolitanischer General
- Florestano Vancini (1926–2008), italienischer Filmregisseur

### Pseudonym
- Edgar Wedepohl (Pseudonym Florestan; 1894–1983), deutscher Architekt, Bauforscher und Hochschullehrer

## Literarische Figuren
- Florestan heißt in der Oper Fidelio des Komponisten Ludwig van Beethoven der in Gefangenschaft genommene Ehemann der Leonore.
- Florestan ist der eine Zwilling des fiktiven Bruderpaars Florestan und Eusebius, das der Komponist Robert Schumann ersonnen hat.